# CULEN
주식회사 CULEN(かれん 카렌[*], 영문명:CULEN Inc.) 은 일본의 연예 기획사이다.  "CUL TURE&EN TERTAINMENT(문화 및 엔터테인먼트)"에서 이름을 땄다.

## 개요
2016년 7월 11일 설립되었다.
2017년 9월 22일, 전 SMAP 출신의 이나가키 고로, 쿠사나기 츠요시, 카토리 신고 세명의 공식 팬 사이트 '새로운 지도(新しい地図 아타라시이 치즈[*])」와 함께, 주식회사 CULEN의 공식 사이트가 동시 공개되며, 이들 세명과 함께 활동할 것임을 사이트를 통해 공표했다.

## 소속 탤런트
- 이나가키 고로
- 쿠사나기 츠요시
- 카토리 신고

## 같이 보기
- 아루무(アルム)